# Jean-Baptiste Dumas
Jean-Baptiste André Dumas (1800-1884) là nhà hóa học người Pháp. Ông là người tìm ra phương pháp Dumas. Ông cùng với 71 nhân vật khác được ghi tên trên tháp Eiffel.